# Henri Antoine Marie Teissier
Mons. Henri Antoine Marie Teissier (21. července 1929, Lyon – 1. prosince 2020, Lyon) byl francouzsko-alžírský římskokatolický kněz a emeritní arcibiskup Alžíru.

## Život
Narodil se 21. července 1929 v Lyonu. Vyrůstal v různých městech Francie a učil se u jezuitů. Roku 1947 odešel za svou rodinou do Alžírska. Po studiu v Séminaire des Carmes v Paříži byl dne 24. března 1955 vysvěcen na kněze pro arcidiecézi Alžír. Poté odešel studovat arabštinu do Dominikánského institutu v Káhiře, kde byl svědkem vzestupu arabského nacionalismu. Roku 1958 se vrátil do Alžíru. Je jedním z dvaceti kněží (včetně kardinála Léona-Étienne Duvala), kteří roku 1965 získali alžírské občanství.
Dne 30. listopadu 1972 jej papež Pavel VI. jmenoval diecézním biskupem diecéze Oran. Biskupské svěcení přijal 2. února 1973 z rukou kardinála Léona-Étienne Duvala a spolusvětiteli byli arcibiskup Sante Portalupi a biskup Hans-Georg Braun.
Dne 20. prosince 1980 byl ustanoven arcibiskupem koadjutorem arcidiecéze Alžír. Dne 19. dubna 1988 nastoupil na místo metropolitního arcibiskupa Alžíru.
Byl členem Sekretariátu pro vztahy s nekřesťany (1971), vice-předsedou Arabské Caritas Internationalis (1975–1987). V letech 1982–2004 působil jako předseda Biskupské konference Severní Afriky. Je považován za jednoho z autoritativních zástupců ekumenismu mezi křesťanstvím a islámem.
Dne 24. května 2008 přijal papež Benedikt XVI. jeho rezignaci na post arcibiskupa z důvodu dosažení kanonického věku 75 let. Jeho nástupcem se stal otec Ghaleb Moussa Abdalla Bader z Latinského jeruzalémského patriarchátu. V červenci 2008 mu byl udělen titul rytíře Řádu čestné legie.
Zemřel 1. prosince 2020 v Lyonu.

## Publikace
- Church in Islam, Centurion, 1984
- The Mission of the Church Desclee de Brouwer, 1985
- History of Christian North Africa Desclee de Brouwer, 1991, ve spolupráci
- Letters Alžírsko, Bayard-Centurion, 1998
- Christians in Algeria, sdílení naděje, Desclée de Brouwer, 2002